# Pièce d'estomac

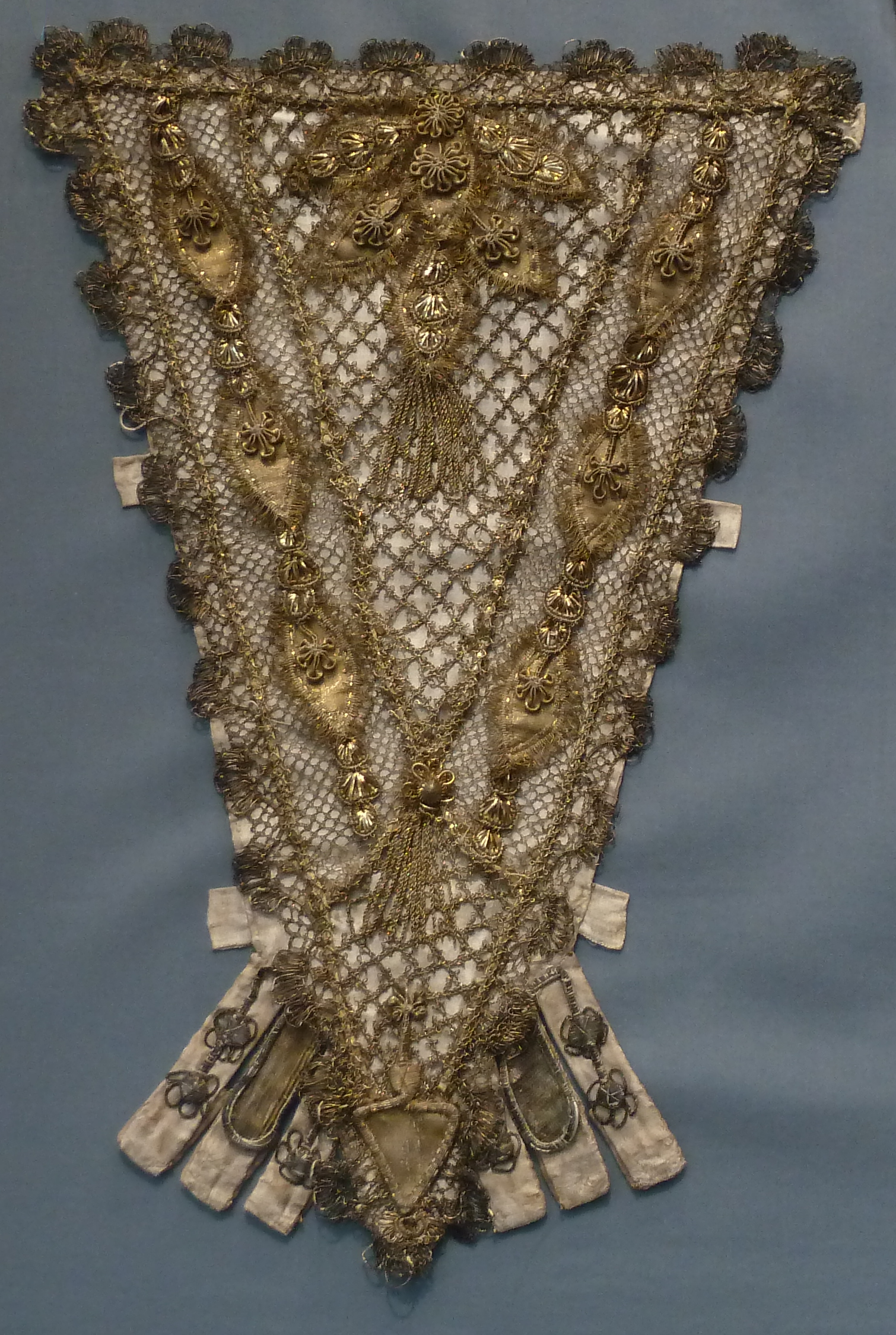

La pièce d'estomac est une partie de la robe à la française : il s'agit d'un morceau de tissu, le plus souvent baleiné, et extrêmement décoré qui se plaçait entre les deux bords du devant de la robe pour dissimuler le corps baleiné situé sous la robe.